# Ben Folds Five
I Ben Folds Five sono stati un gruppo musicale pop rock statunitense attivo nella seconda metà degli anni novanta e formato da Ben Folds al piano e alla voce solista, Robert Sledge al basso e Darren Jessee alla batteria. Peculiarità del gruppo era l'assenza totale della chitarra, cosa abbastanza inusuale in un periodo in cui le classifiche erano dominate dal grunge, con le melodie interamente affidate all'estro pianistico di Ben Folds.

## Discografia

### Album
- Ben Folds Five (1995) - Passenger/Caroline Records
- Whatever and ever amen (1997, rimasterizzato nel 2005) - 550
- Naked Baby Photos (1998) - Passenger/Caroline
- The Unauthorized Biography of Reinhold Messner (1999) - 550
- The Sound of the Life of the Mind (2012) - ImaVeePee

### Singoli
- "Underground" (1996) #37 UK
- "Battle Of Who Could Care Less" (1997) #26 UK
- "Kate" (1997) #39 UK
- "Brick" (1998) #26 UK; #11 sulla US adult contemporary charts
- "Army" (1999) #28 UK

### DVD
- Live at Sessions at West 54th (1999) - Epic Music Video